# Dans le ciel
Dans le ciel est un roman français d'Octave Mirbeau, paru en feuilleton dans les colonnes de L'Écho de Paris en 1892-1893, et qui n'a été publié en volume qu'en 1989.

## La trame
Il s'agit d'un récit en abyme, dans lequel un premier narrateur anonyme, invité par un ami qui habite un pic fantastique, introduit le récit de cet ami, prénommé Georges, écrivain raté, qui donne à son tour la parole à un ami peintre, Lucien, lequel finit par se suicider en se coupant la main « coupable » de trahir son idéal à peine entrevu. Le récit s'achève sur la scène de ce suicide, que Georges entend, derrière une porte, sans le voir et sans pouvoir l'empêcher. Mais il n'y a pas de retour au premier narrateur, d'où une impression inhabituelle d'inachèvement.

## La portée
Ce roman, qui n'a jamais été retravaillé par Mirbeau en vue d'une publication en volume, a été rédigé à une époque où il traverse une triple crise, qui va durer plusieurs années : crise conjugale (son mariage avec Alice Regnault le rend fort malheureux), crise existentielle (son pessimisme confine au nihilisme) et crise littéraire (il ne croit plus à la littérature, il remet radicalement en cause les présupposés du roman qui se prétend réaliste et il se croit frappé d'impuissance créatrice). Son récit est donc imprégné d'un très noir pessimisme, qui se manifeste à trois niveaux.
- Tout d'abord, c'est la condition humaine elle-même qui constitue une tragédie : l'homme n'est qu'un vil fétu perdu dans l'infini, son existence n'a ni sens ni finalité, il est condamné à la solitude, à la souffrance et à la mort, et l'univers n'est qu'« un crime », puisque tout ce qui vit y est mis à mort, mais un crime sans criminel contre lequel on puisse se révolter, ce qui du moins préserverait la dignité de l'homme révolté.

- Ensuite, la société bourgeoise est démystifiée : au lieu de permettre à chacun de trouver sa voie et de s'épanouir librement, tout y est fait pour laminer l'individu, pour détruire ses potentialités, pour l'empêcher d'être adéquat à lui-même et pour faire de lui une « croupissante larve ». La famille, l'école et l'Église catholique conjuguent leurs efforts afin de déshumaniser et d'abêtir l'homme.

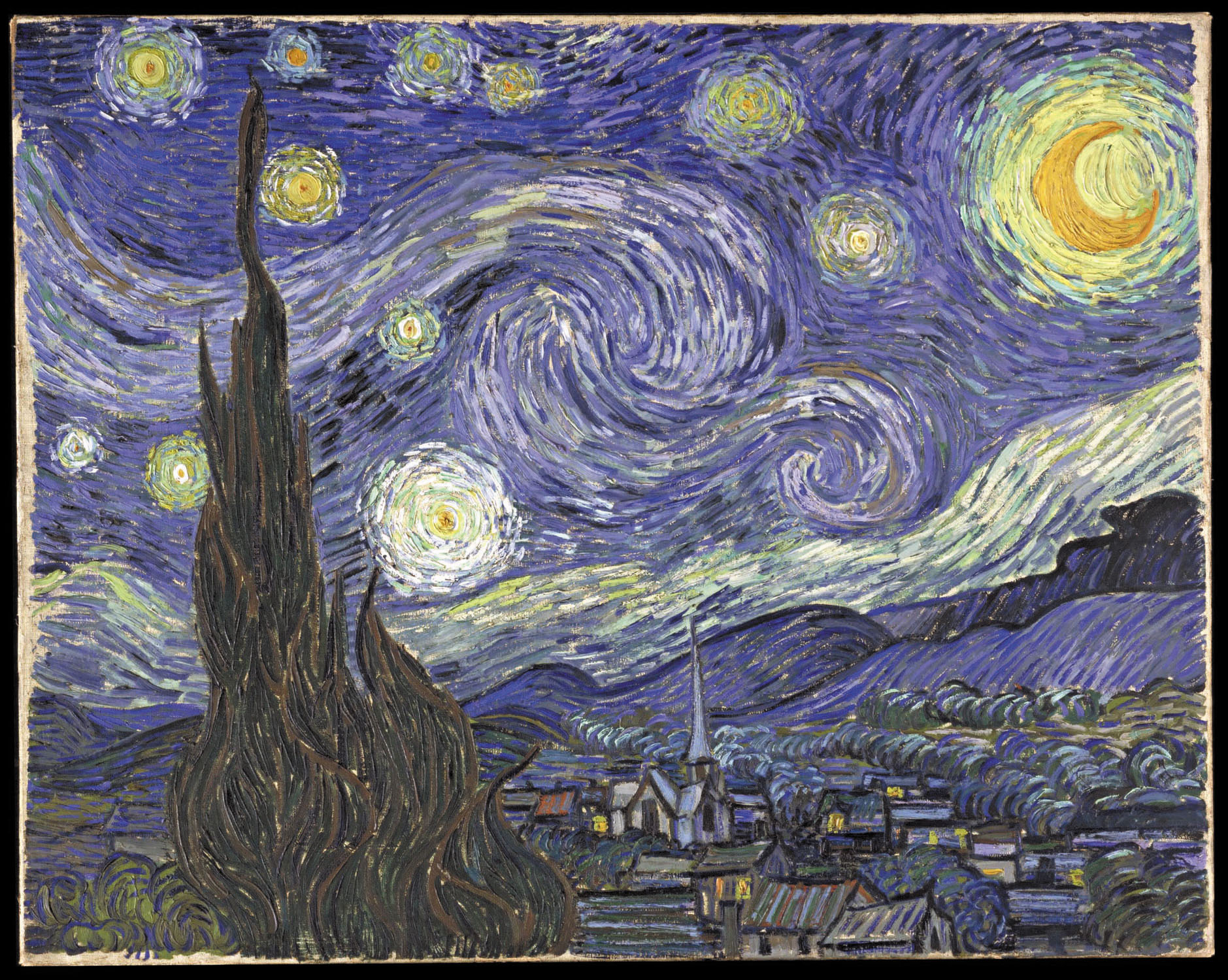
Vincent Van Gogh, La Nuit étoilée, juin 1889 (Museum of Modern Art, New York). Mirbeau attribue cette toile au peintre Lucien

- Enfin, ceux qui résistent à cette éducastration, les artistes novateurs, subissent à leur tour une tragédie spécifique, illustrée par le destin du peintre Lucien, inspiré de Vincent van Gogh. Dans la société bourgeoise, où règne le mercantilisme, ils ne peuvent trouver leur place, ils sont ridiculisés ou persécutés, et ils ne peuvent que difficilement vivre de leur art, faute d'amateurs éclairés et de soutien de l'État. Et, s'ils s'isolent, pour chercher leur voie “dans le ciel” et tenter de réaliser l'idéal qu'ils se sont fixé, ils se condamnent à poursuivre des chimères et la chute est d'autant plus dure qu'ils ont tenté de s'élever plus haut. L'art est mortifère et constitue une torture.